# 대한민국의 법
대한민국의 법은 대한민국에서 제정, 공포되고 시행되고 있는 법령을 말한다.
그 근간이 되는 대한민국 헌법은 1948년 제정된 이후, 총 9차례의 개헌을 거쳐 현재에 이른다. 헌법은 주로 대륙법 체계에 기반하고 있으나 건국 초기의 상황의 특수성 등에 의하여 여러 독자적 요소가 존재한다. 1953년 제정된 형법은 그 세부조항을 보았을 때 과거 의용하던 일본 구형법과 유사하므로, 현대 일본형법과 비교하였을 때 법정형이 무거운 편이며 특히 국가의 법익에 반하는 범죄를 엄격히 처벌한다. 민법은 일본 구민법을 의용하고 있다가 1958년이 되어서야 신민법이 공포되었는데, 그 체계가 일본법에 기반함은 명확하나 형식주의와 같은 독일법적 요소가 다소 중시된 한편 국내의 관습을 반영하여 가족법에 관하여서는 많은 제한이 있는 것이 특징적이다.

## 헌법

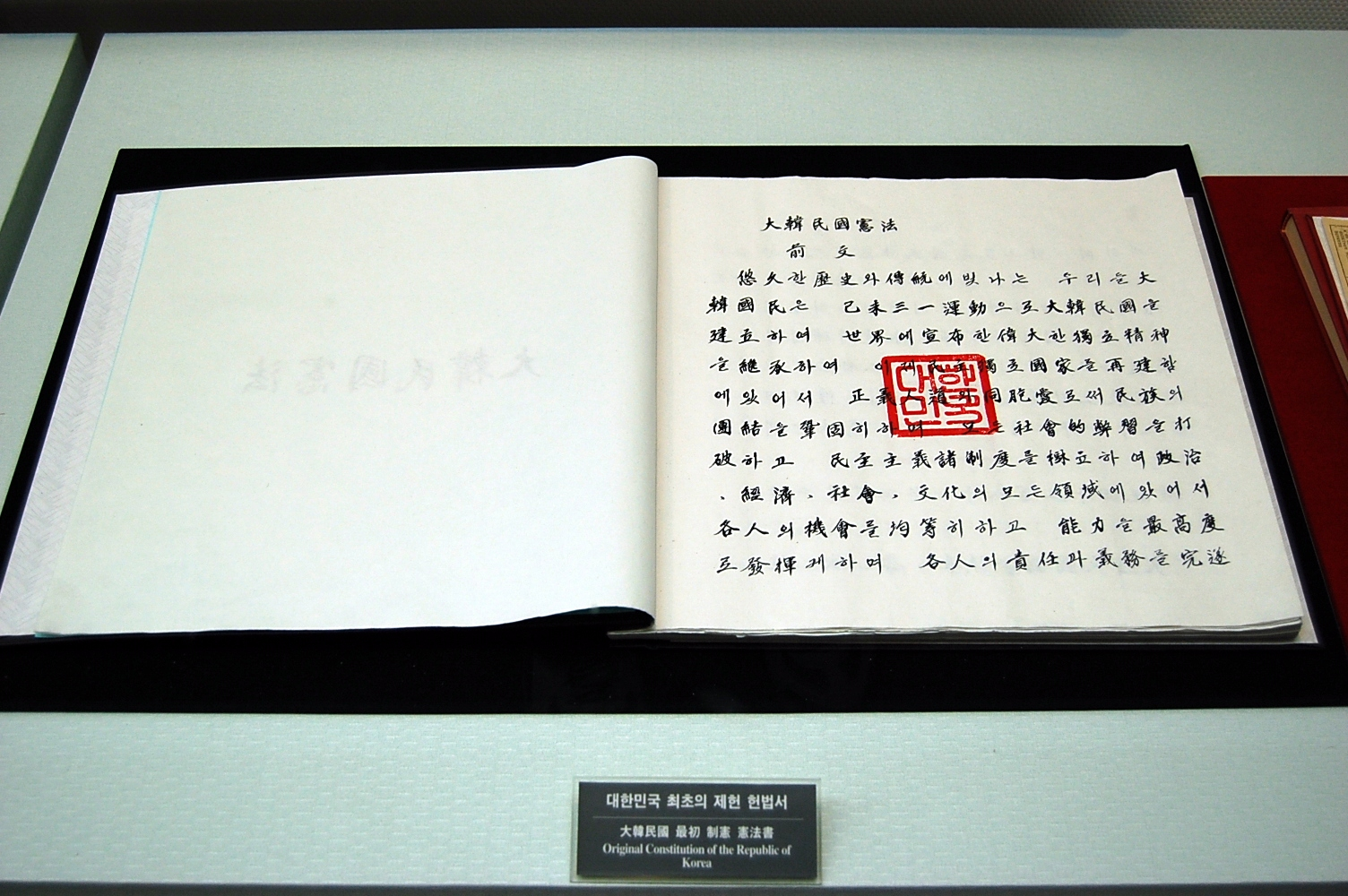
전쟁기념관에 전시 중인 제헌 헌법. 사진은 첫 장이다.

대한민국 헌법(大韓民國憲法)은 대한민국의 최고 기본법으로, 인적으로는 대한민국의 국민에게 적용되고, 장소적으로는 대한민국의 영역 내에서 적용된다.
1948년 7월 17일에 제정되어 지금까지 9차례 개정되었다. 1987년 10월 29일에 마지막으로 개정된 현행 헌법은 대한민국 헌법 제10호(大韓民國憲法第十號), 제6공화국 헌법(第六共和國憲法)이나 개정된 1987년을 따서 87년 헌법이라고도 하며, 전문(前文)과 본문 130개조, 부칙 6개조로 구성되어 있다.

## 분야별 법률

### 광의(廣義)의 헌법
공직선거법(公職選擧法)은 대한민국의 법률 제4739호(1994년 3월 16일)에 의해 기존의 대통령선거법, 국회의원선거법, 지방의회의원선거법 및 지방자치단체의장선거법 등 4개의 선거관련법을 통합하여 공직선거 및 선거부정방지법이란 이름으로 공포 · 제정되었다. 2005년 8월 4일, 제21차 일부개정으로 그 명칭이 '공직선거법'으로 변경되었다. 헌법과 지방자치법에 의한 선거가 국민의 자유로운 의사와 민주적인 절차에 의하여 공정히 행하여지도록 하고, 선거와 관련한 부정을 방지함으로써 민주정치의 발전에 기여함을 목적으로 하는 법률이다.

### 국회·사법(司法)
검찰청법은 검찰청의 조직, 직무범위 및 인사 기타 필요한 사항을 규정하는 법으로 모두 7장 54조 및 부칙으로 구성되어 있다.

### 행정
공익신고자보호법(公益申告者保護法)은 공익을 침해하는 행위를 신고한 사람 등을 보호하고 지원함으로써 국민생활의 안정과 투명하고 깨끗한 사회풍토의 확립에 이바지함을 목적으로, 신고자를 누설할 경우에 3년 이하의 징역이나 3천만원 이하의 벌금을 부과하는 것을 주요 내용으로 하는 대한민국의 법이다. 국민의 건강과 안전, 환경, 소비자의 이익 및 공정한 경쟁을 침해하는 기업, 단체의 공익침해행위를 행정기관 등에 신고해 해고 등 불이익조치를 당한 경우, 국민권익위원회로부터 원상회복 등 신분보장을 받게 된다. 2011년 3월 29일 공포되었다.

### 민법
민법(民法)은 대한민국의 법률 제471호(1958년 2월 22일)로 공포되고 1960년 1월 1일부터 시행된 민법전이다.
현행 대한민국 민법전은 총칙, 물권, 채권, 친족, 상속 및 부칙의 순으로 구성되어 있다. 이는 독일 민법전(BGB)의 편별식에 따른 것으로서, 민법전을 사람·물건·소권으로 나누는 로마법적 편별식과 구별된다. 대한민국 민법전은 재산법과 가족법으로 크게 구분되며, 민법총칙은 이 양 분야에 적용되는 통칙적 성질을 가지고 있으나 가족법에의 적용에 있어서는 많은 제한이 있다.

### 형법
본래 조선의 형법은 오랫동안 중국의 당률(唐律) 영향 밑에서 발달되어 오다가, 1911년 '조선형사령(朝鮮刑事令)'에 의하여 일본의 형법을 의용(依用)하였으며, 1945년의 해방과 더불어 군정이 실시되어, 그 의용은 그대로 계속되었고, 정부 수립 후 다년 간의 준비를 거친 다음 1953년에 대한민국의 '형법'이 제정되었으며, 1975년, 1988년, 1995년 개정되어 오늘에 이르고 있다. 새로이 시행된 대한민국 형법은 종래 의용되어 오던 일본형법에 비해 그 주관주의적 경향을 더욱 철저히 하는 동시에 개인의 법익 침해에 대하여는 관대한 형벌을 규정하는 반면에, 국가의 법익 침해에 대하여는 반대로 엄격히 처벌하는 독특한 경향을 나타내고 있다.

#### 특별 형법
특별 형법은 형법에 우선하여 적용되는 법규로 아래의 법규와 같은 것이 있다.
- 폭력행위 등 처벌에 관한 법률 : 1961년 폭행·협박·상해 등의 강력범이 집단화·상습화하고, 또 이러한 범죄가 주로 야간에 이루어진다는 점에 비추어 이를 보다 엄하게 단속하고 처벌함을 목적으로 제정된 법률이다.
- 특정범죄 가중처벌 등에 관한 법률 : 형법, 관세법, 조세범 처벌법, 지방세기본법, 산림자원의 조성 및 관리에 관한 법률 및 마약류관리에 관한 법률에 규정된 특정범죄에 대한 가중처벌을 규정한 법률이다.
- 특정경제범죄 가중처벌 등에 관한 법률 : 경제범죄를 억제하기 위해 1983년 제정된 법률이다.
- 국가보안법 : 1948년 대한민국 정부가 대한민국 내에서 반국가 단체의 활동을 규제하기 위해 제정한 법률이다. 준말로 국보법(國保法)이라고도 한다.
- 5·18민주화운동 등에 관한 특별법 : 5·18민주화운동 등에 관한 특별법은 1979년 12월 12일과 1980년 5월 18일을 전후하여 발생한 헌정질서파괴범죄행위에 대한 공소시효정지 등에 관한 사항등을 규정함으로써 국가기강을 바로잡고 민주화를 정착시키며 민족정기를 함양함을 목적으로 1995년 12월 21일 제정된 법률이다.(동 법 제1조)

### 사회법
사법의 공법화 라고도 한다.

## 같이 보기
- 대한민국 헌법재판소
- 대한민국 저작권법
- 대한민국의 정치
- 대한민국 대법원
- 대한민국 검찰청